# Struckum
Struckum (północnofryz. Strükem, duń. Strukum) – gmina w Niemczech w kraju związkowym Szlezwik-Holsztyn, w powiecie Nordfriesland, wchodzi w skład urzędu Mittleres Nordfriesland.